# Alexej Michajlovič Remizov
Alexej Michajlovič Remizov (rusky: Алексей Михайлович Ремизов, 6. červencegreg. / 24. červnajul. 1877, Moskva, Rusko – 26. září 1957 Paříž, Francie) byl ruský spisovatel. Věnoval se také kaligrafii.

## Život
Narodil se v moskevské kupecké rodině, dostalo se mu náboženského vychování. Během studia na moskevské universitě byl v roce 1897 zatčen pro účast na studentském hnutí a řadu let strávil ve vězení a ve vyhnanství. V roce 1905 se usadil v Petrohradu a psal a graficky upravoval bizarní práce inspirované lidovou a středověkou literaturou. Říjnovou revoluci v roce 1917 nepřijal a v roce 1921 emigroval. Od roku 1923 žil v Paříži. V době druhé světové války projevil zájem vrátit se do své bývalé vlasti a dokonce obdržel sovětský pas.

## Dílo
Jeho dílo je inspirováno lidovým uměním, staroruskými vlivy a byzantskou ornamentikou. Nejvýznamnější částí jeho díla jsou romány a povídky z let 1908-1912. V apokalyptických bizarních příbězích se mísí realita s fantazií a snovostí.

## Spisy (výběr)
- Podle slunce (Посолонь) 1902 , mytologicky stylizovaná sbírka dětských her a říkadel
- Lug duchovnyj (Луг духовный) 1907 legendy a apokryfy
- Hodiny (Часы) 1908
- Křížové sestry (Крестовые сёстры) 1910
- Pátá jizva (Пятая язва) 1911-1912
- Rybník (Пруд) 1908 - román
- Stesky a šprýmy (Докука и балагурье) 1914 - pohádky
- Perličky (Бисер малый) 1917
- Nikolova podobenství (Николины притчи) 1917 , inspirováno kacířskými knihami
- Russkije ženščiny 1918 sbírka pohádek

Divadelní hry, inspirované středověkými mystérii:
- O Ijudě, prince Iskariotskom 1908
- Ďáblovy kousky (Бесовское действо) 1919,

V emigraci napsal:
- Zvichřené Rusko (Взвихренная Русь) 1927
- Po střechách (По карнизам) 1929
- Podstrižennymi glazami (Подстриженными глазами) 1951, 1957
- Moskovskije ljubimyje legendy (Московские любимые легенды) 1929
- Krug ščasťja (Круг счастья) 1957
- Legendy o care Salomoně

### česky vyšlo
- Křížové sestry, přeložil Ladislav Ryšavý, KDA, svazek 130-131, Praha, Kamilla Neumannová, 1915
- Rybník, přeložil Ladislav Ryšavý, Ladislav Kuncíř, 1923
- Narození Páně, přeložil Otto František Babler, vydali Otto František Babler, Rostislav Kolbe a Fr. Macura, Olomouc, 1932
- Hodiny a jiné prózy, přeložila Alena Morávková, Mladá fronta, 1999, ISBN 80-204-0840-1
- Křížové sestry, přeložila Alena Morávková, Volvox Globator, 2007, ISBN 978-80-7207-668-0